# Pałac w Chichach
Pałac w Chichach – zbudowano w 1718 roku w bezpośrednim sąsiedztwie potoku Iławka, w miejscu starszej rycerskiej siedziby mieszkalnej. 
Już w 1539 roku jest mowa o Franciszku von Nechern, do którego należała część tej miejscowości. Zarówno lokalizacja jak i obecnie fragmentaryczne otoczenie fosą przemawiają za niegdysiejszym warownym przeznaczeniem tego miejsca. 
Przebudowa pałacu nastąpiła około 1840 roku, nadając mu znamiona neoklasycystyczne, przy czym obiekt powiększono o dobudówkę od strony północnej. Do 1945 roku pałacem władała rodzina von Diebitsch. 
W latach 70. XX wieku budowlę poddano pracom remontowym i adaptacyjnym, niszcząc część architektonicznego wystroju elewacji. 
Z rysunku F.B. Wernera, wykonanego około 1740 roku, wynika, że już wtedy przy barokowym pałacu znajdował się park, przylegający od strony południowej. W parku tym rośnie obecnie wiele pomnikowych drzew. 
Od 2002 roku pałac jest własnością prywatną Leokadii Brudzińskiej i jednocześnie siedzibą Lubuskiej Akademii Sztuki „Chichy Art”. Mąż Leokadii Brudzińskiej, Stanisław (zm. 8 listopada 2019), należał do rodziny Dobrowolskich, która spokrewniona była z rodziną de Poths (Jerzy Fryderyk Poths), właścicieli majątku Łomianki, Buraków oraz Młociny. Herb Łomianek pochodzi od herbu Trójstrzał, nadanemu Jerzemu Fryderykowi Pothsowi w 1790 wraz z tytułem szlacheckim, za zasługi w działalności finansowej.
Od 2020 roku majątek przeszedł w ręce syna pani Leokadii, Marcina Dobrowolskiego de Poths, który wraz z żoną Dominiką kontynuuje renowację kompleksu. W pałacu została uruchomiona Pracownia Ceramiki Wyjątkowej, Lubuska Akademia Sztuki ARTSY oraz pokoje noclegowe. Na miejscu odbywają się koncerty oraz wydarzenia kulturalne: koncerty folklorystyczne, muzyka słowiańska, warsztaty ceramiki, warsztaty baletowe, nauka łucznictwa klasycznego czy gminne wydarzenia patriotyczne takie jak Patriotyczne Śpiewanie. 

## Opis
Piętrowy pałac jest budowlą murowaną, na wysokim podpiwniczeniu, krytą czterospadowym dachem mansardowym z lukarnami, założoną na planie prostokąta o wymiarach 24x13 metrów, z  prostokątną dobudówką od północy, krytą takim samym dachem. Od frontu ryzalit zwieńczony frontonem.